# Robert Koren
Robert Koren (Ljubljana, 1980. szeptember 20.) szlovén labdarúgó, 2014 óta az ausztrál élvonalbeli Melbourne City középpályása.

## Pályafutása

### Korai évek
Koren hazájában az NK Publikum, az NK Dravograd és az NK Radlje csapatában játszott, mielőtt a norvég Lillestrømhöz igazolt volna 2004-ben. A norvég bajnokság egyik legmagasabban jegyzett játékosa lett, nagy figyelmet élvezett, mint a bajnokság legjobb külföldi játékosa. Koren meghatározó játékosa lett a Lillestrømnek, akit gyakran összehasonlítottak Zlatko Zahovičcsal. A Norvégiában eltöltött időszaka alatt kapcsolatba hozták két angol klubbal, a Leeds Uniteddal és a Manchester Cityvel.

### West Bromwich
2007. január 4-én Koren aláírt az angol Championshipben szereplő klubhoz, a West Bromwich Albionhoz, ahová a Bosman-szabály értelmében igazolt egy 18 hónapos szerződést aláírva. Két nappal később csereként be is mutatkozott a Baggies Leeds United ellen 3–1-re megnyert, az FA-kupa 3. fordulójában megrendezett mérkőzésén. Koren 2007. május 6-án, szezon utolsó bajnokiján a Barnsley ellen 7–0-ra megnyert találkozón megszerezte első gólját a klubban. A győzelem biztosította az Albion számára a részvételt az első osztályba való feljutásért rendezett rájátszásban. Koren kezdő volt mind a három playoff mérkőzésen, amikor az Albion legyőzte a Wolvest az oda-visszavágós elődöntőben, ám a Wembleyben tartott döntőben 1–0-ra kikaptak a Derby Countytól.
2007 júliusában különös balesetet szenvedett el edzés közben, a labda szemen találta, ami belső vérzést idézett elő, és átmenetileg elveszítette a látását is. Noha teljesen felépült, később beismerte, hogy komolyan aggódott a látása miatt. A sérülést azt jelentette, hogy a 2007–08-as idény kezdetét ki kellett hagynia, de augusztus végén visszatért a Peterborough elleni Ligakupa mérkőzésen csereként pályára lépve. Szeptember közepén aláírta az új, kétéves szerződését az Albionnal. Tony Mowbray, a West Brom managere úgy jellemezte, hogy ő a "profik modellje". 2007 októberében a Southampton elleni 3–2-es vereség után Korent két gólja miatt a Championshipben beválasztották a Hét csapatába. Első Premier League-gólját 2009. január 17-én a Middlesbrough 3–0-s legyőzése alkalmával szerezte. A Burnley elleni 2–2-es kupameccsen lőtt gólját választották az ITV Forduló Góljának. A 2008–09-es szezonban Koren játszott a legtöbb bajnokin a West Brom mezőnyjátékosai közül, a kapus Scott Carson is csak egy találkozóval játszott többet. 2010. május 17-én Koren távozott a West Bromwich Albiontól, miután a klub nem élt a szerződéshosszabbítás lehetőségével.

### Hull City

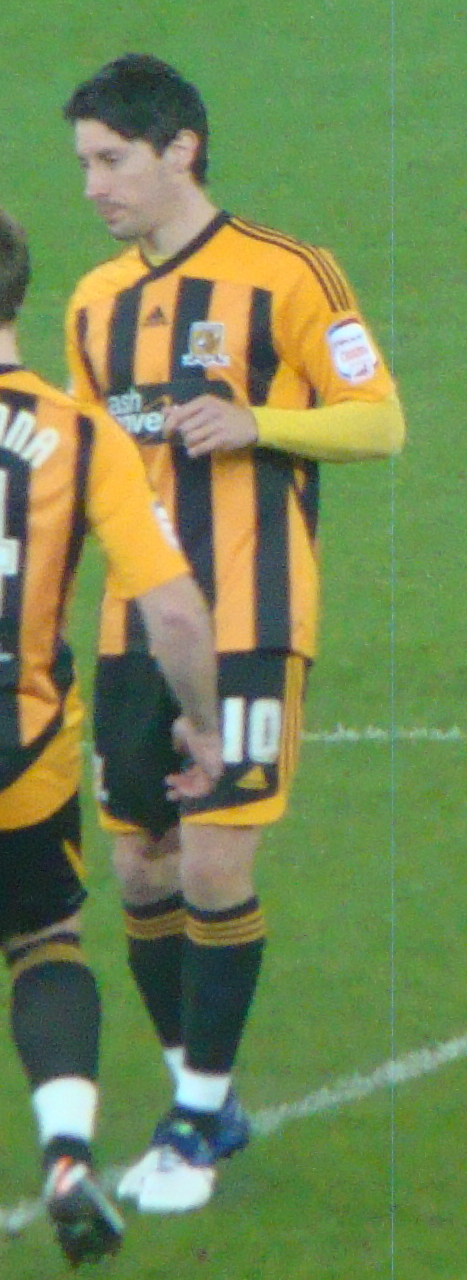
Koren 2012-ben a Hull Cityben

2010. augusztus 13-án ingyen csatlakozott a Hull Cityhez. Az előző szezonban a Premier League-ből kieső csapathoz 2+1 évre írt alá, akkor, amikor már egy Championship-mérkőzés már lement a kiírásból. 2010. augusztus 14-én a Millwall ellen Will Atkinson cseréjeként mutatkozott be. Első csapatbéli gólját a Derby County 2010. szeptember 14-i 2–0-s hazai legyőzése alkalmával lőtte. Idegenben betalált a Norwichnak, a Leicesternek, távolról talált be otthon az Ipswichnek és ő lőtte a Watford ellen idegenben a győztes gólt (2–1). 2011. szeptember 17-én a KC stadionban fogadták a Portsmoutht, Koren távolról lőtte ki az alsó sarkot. 2011. szeptember 24-én az Ashton Gate Stadiumban fogadták a Bristol City-t, Koren nagyszerű passzt adott Aaron McLeannek, majd az ötszörös angol válogatott csatár "visszapasszát" lazán az alsó sarkokba helyezte. 2011. október 22-én a Watfordot fogadták, Koren saját térfelének közepén szerzett labdát, kicselezett három vendégjátékost, majd ezúttal is a kapu alsó sarkába talált be. 2011. november 29-én a Southamptonhoz látogattak, a St. Mary’s Stadiumban rendezett találkozón Cairney hátrapasszolta a labdát a szlovén középpályásnak, lövése megpattant Fryatton, ezután Davis nagyszerű védést mutatott be. De a kipattanó Korenhez került, aki közelről a hálóba fejelt. 2011. december 3-án a Leicester City elleni találkozón Koren szépen vezette a labdát, majd távolról Kasper Schmeichel kapujába lőtt. 2011. december 7-én a Birmingham City-t fogadták, Stewart nagyszerű keresztlabdát adott a büntetőterületen belülre, amelyet Koren a hálóba továbbított. 2011. december 17-én a Millwall érkezett a KC stadionba, egy hosszú labdát lefejelte az egyik vendéghátvéd, a labda a szlovén középpályás elé hullott, aki távolról a hálóba lőtte. 2012. augusztus 12-én új, 2 évre szóló szerződést írt alá. 2012. szeptember 15-én ismét a Millwallt fogadták, Koren a kezdőkör szélén szerzett labdát, nem tudták leszerelni, amíg meg nem eresztett egy távoli lövést, a labda átszállt a kapus Taylor mellett, végül a hálóban kötött ki. A Hull élvonalba jutása után 4-5 hétre harcképtelen lett egy Newcastle United ellen elszenvedett sérülés miatt.

### Válogatottban
Koren 30 alkalommal játszott a szlovén labdarúgó-válogatottban, melyeken egy gólt szerzett, az U21-es csapatban 12 mérkőzésen szerepelt.

## Magánélete
Koren házas, van két fia és egy lánya: Nal, Tian és Nia Koren.

## Sikerei, díjai

### Klubszinten
- Royal League ezüstérmes: 2006
- Intertotó-kupa ezüstérmes: 2006
- Football League Championship bajnok: 2008
- Football League Championship ezüstérmes: 2013
- FA-kupa ezüstérmes: 2014

### Egyéni
- Kniksenprisen: az év középpályása 2006-ban
- Hull City Év játékosa és év gólja 2011–12[26]